# 小豆島バス
小豆島バス株式会社（しょうどしまバス）は、かつて香川県小豆郡土庄町に本社を置いていた企業。
かつては小豆島内で乗合バスおよび貸切バスを運行していたが、経営悪化から2010年3月に乗合バス事業を小豆島オリーブバスに移譲した。その後は貸切バスと定期観光バス1路線を運行していたが、2012年にバス事業から全面撤退した。なおバス事業の廃業後も、法人としては存続している。

## 概要
大正期以来長年にわたり、バス事業者（通称「シマバス」）として島内の公共交通を担ってきたが、1980年代前半には、労使紛争が泥沼化してストライキが頻発した。
その後、利用者減少により赤字が続いていること、借入金が増え資金繰りが悪化したことなどから、同社は2009年6月に乗合バス事業から撤退の意向を表明、これを受け、同社の乗合バス事業を継承するため、地元出資の新会社として同年11月に小豆島オリーブバスを設立、2010年4月に乗合バス事業が小豆島オリーブバスへ移譲された。
その後、同社が運行していた貸切バスと定期観光バス、貨物運送事業は、同じく土庄町に本社を置き、小豆島内で主にタクシーを運行する小豆島交通株式会社に、一部の車両とともに引き継がれた。

## 沿革

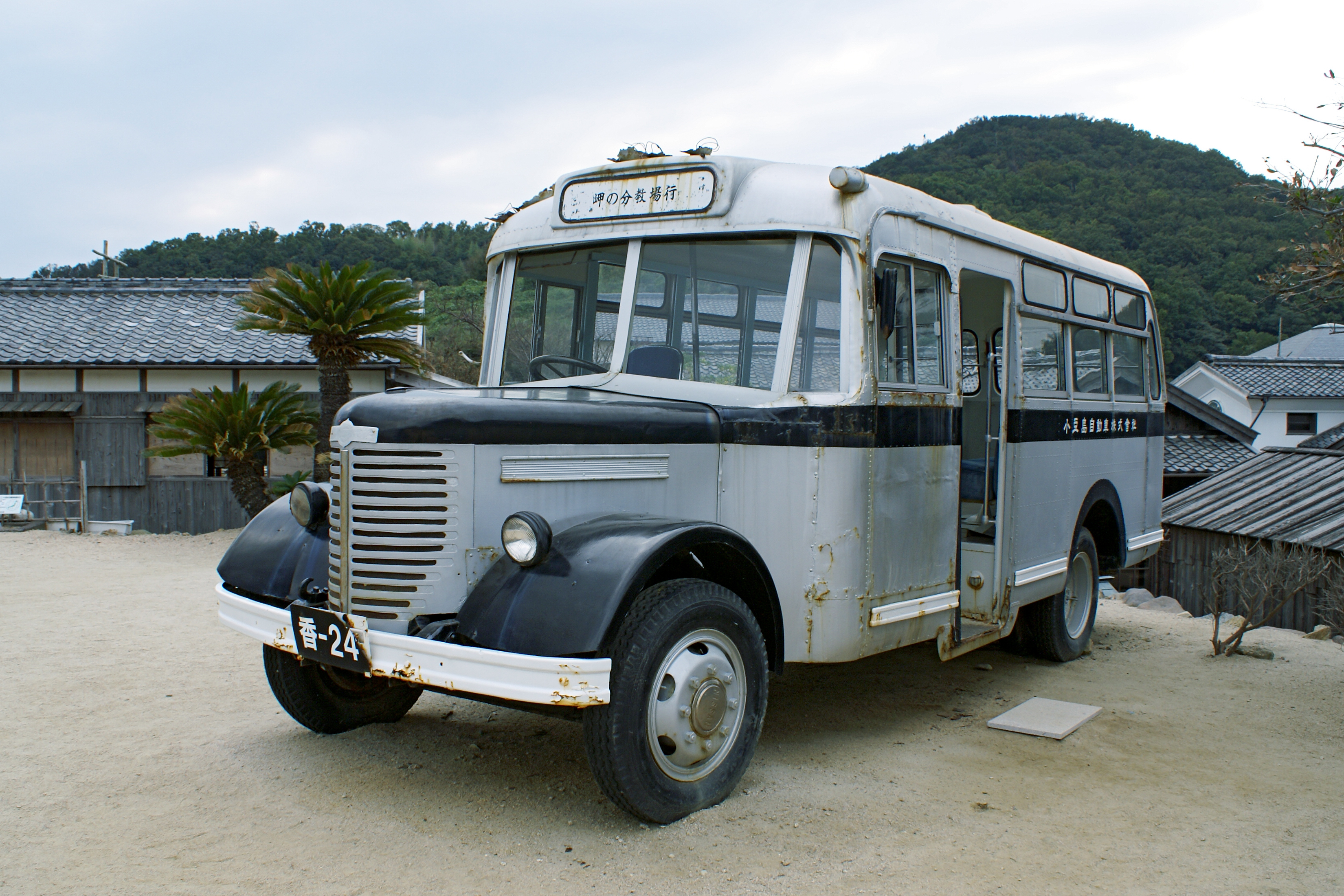
二十四の瞳映画村に展示された小豆島バスのボンネットバス

- 1919年（大正8年）：小豆郡坂手村（現・小豆島町坂手）に平井自動車部が設立される。
- 1924年（大正13年）：武井自動車部と改称。
- 1928年（昭和3年）：小豆島自動車株式会社を設立。
- 1938年（昭和13年）：小部 - 福田間路線の開通により全島一周バス路線が完成。
- 1939年（昭和14年）：本社を事実上、土庄へ移転。
- 1956年（昭和31年）：直島自動車株式会社（直島バス）を設立。
- 1962年（昭和37年）：土庄港桟橋前にバスセンターを開設。
- 1966年（昭和41年）：小豆島バス株式会社へ商号変更。
- 1988年（昭和63年）頃：高松営業所を開設。
- 1998年（平成10年）10月1日：ボンネットバスによる定期観光バスを運行開始[8]。
- 2010年（平成22年）
  - 高松営業所を閉鎖。
  - 3月31日：小豆島オリーブバスに一般路線バスの運行業務を移譲。

## 営業所（車庫）所在地
- 本社 - 香川県小豆郡土庄町甲5978-28（土庄港前）
- 高松営業所 - かつて香川県高松市屋島西町1350-1にあったが、小豆島オリーブバスに一部事業移譲される前に閉鎖された。

## バス事業

### 貸切バス

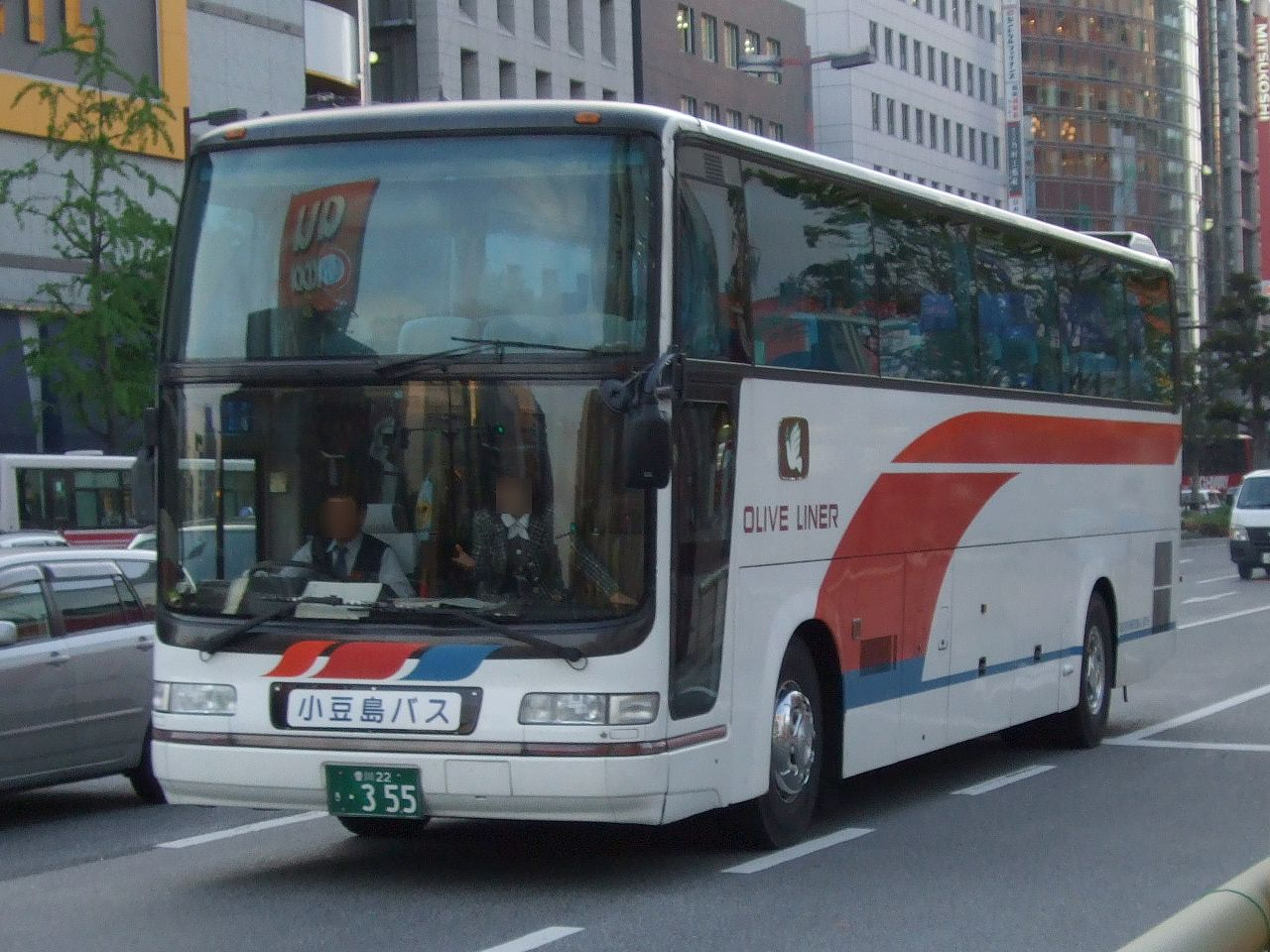
貸切車
日野・セレガ（初代）

日野・セレガをはじめとする日野自動車製車両、三菱ふそう製車両を多数保有していた。小豆島オリーブバスに一部事業移譲後は、大型バス4台、小型バス4台を所有していた。
オリーブバスに移譲後の大型貸切車は、1台が小豆島交通へ移籍し、それ以外は土庄町が保有しスクールバスとして使用した。また、高松営業所所属車両の一部はグループ会社の香川相互観光バス株式会社へ移籍した。

### 定期観光バス

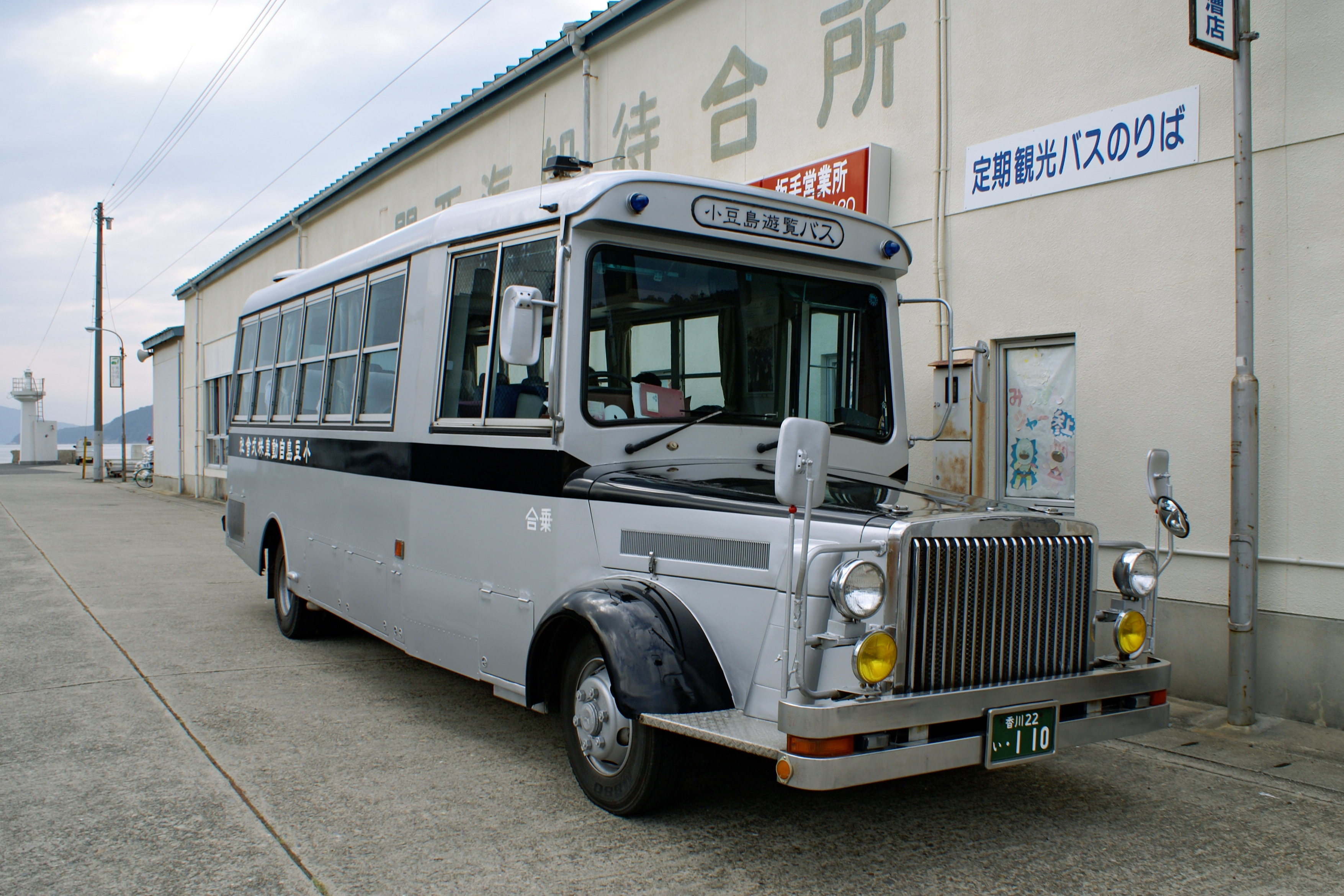
2010年3月まで定期観光バスで使用していた車両
（坂手港にて）

定期観光バス「島めぐり観光バス」として、以下の路線を運行していた。バス事業撤退後、定期観光バスは小豆島交通に引き継がれている。
Aコース
- 土庄港 - 銚子渓 - 美しの原高原 - 寒霞渓 - 二十四の瞳映画村 - 小豆島オリーブ公園 - 土庄港

Bコース
- 土庄港 - 坂手港 - 二十四の瞳映画村 - 寒霞渓 - 銚子渓 - 土庄港
  - 期間運行（3/20 - 5/31、7/20 - 8/20、10/1 - 11/30）

### 一般路線バス

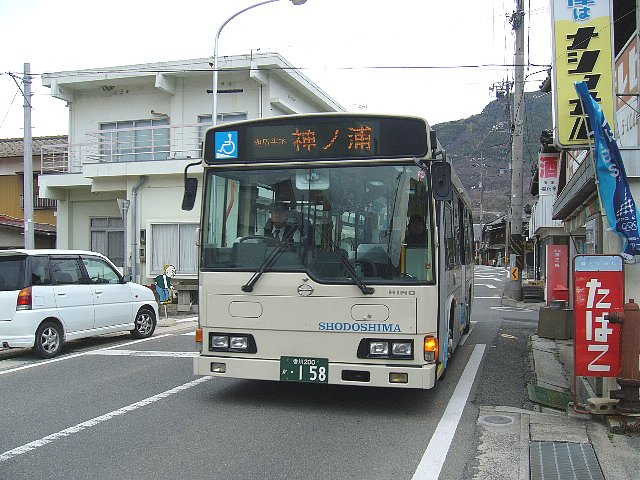
三都線で使用していたノンステップバス
日野・レインボーHR

2010年3月をもって路線バスの運行を小豆島オリーブバスに移譲し、乗合バス事業から撤退した。乗合車は日野自動車製で統一し、ノンステップバスも積極的に導入していた。
※土庄港はフェリーターミナル前発着。
- 坂手線
  - 土庄港 - 池田港 - 草壁港 - 坂手港・田ノ浦映画村
- 南廻り福田線
  - 土庄港 - 池田港 - 草壁港 - 福田港
- 三都線（みと線）
  - 土庄港 - 池田港 - 神ノ浦西
- 四海線（しかい線）
  - 土庄港 - 伊喜末 - 長浜 - 目島
- 北廻り福田線
  - 土庄港 - 大部港 - 福田
- 大鐸線（おおぬで線）
  - 土庄港 - 奥中山
- 西浦線
  - 土庄港 - 鹿島 - 小瀬・変電所
- 神懸線（かんかけ線）
  - 草壁港 - 紅雲亭　※冬期運休
- スカイライン寒霞渓線
  - 土庄港 - 寒霞渓　※冬期運休

## その他の事業
- 一般貨物自動車運送事業を行っていた。貨物自動車7台を保有していた。小豆島交通に継承された。
- 土庄港で店舗「土庄港シーパレス」、小豆島町蒲生で「小豆島孔雀園」を運営していたが、いずれも2008年に閉鎖した[9]。

## 関連会社
グループ会社
- 直島バス
- 香川相互観光バス

その他
- グループ企業ではないが、大阪市淀川区にある「大阪小豆島タクシー」とその関連会社（オリーブキャブ大阪、オレンジキャブ大阪、コスモキャブ大阪）は、元会長の堀本文次の孫・髙橋昌良が経営している[10]。2022年3月より傘下のコスモキャブ大阪が日本交通 (東京都)と業務提携し「日本交通グループ関西」の一員として営業[11]。

## 不祥事
2007年11月から2008年3月までの間、路線バスの乗客数を水増しして補助金4,000万円を不正受給したとして、2014年11月に当時の社長・役員ら3人が詐欺罪容疑で逮捕された。